# Paul Desains
Quentin Paul Desains (* 12. Juli 1817 in Saint-Quentin; † 3. Mai 1885 in Paris) war ein französischer Physiker.

## Laufbahn
Desains ging zuerst in Saint-Quentin zur Schule und legte sein Abitur am Lycée Louis-le-Grand in Paris ab. Nachdem er 1835 den ersten Preis in den landesweiten Aufnahmeprüfungen (Concours général) in Physik gewonnen hatte, studierte er an der École normale supérieure von Paris (ENS) und an der Sorbonne, unter anderem bei Pierre Louis Dulong und Claude Pouillet. 1839 erhielt er das Lizenziat in Mathematik und Physik und wurde Gymnasiallehrer in Caen. Später war er Lehrer am Collège Stanislas in Paris (1841–1847) und am Lycée Saint-Louis (1841–1844), wo auch sein Bruder Édouard Lehrer wurde. Gleichzeitig unterrichtete er 1844 bis 1853 am späteren Lycée Condorcet (damals Collège royal de Bourbon bzw. Lycée impérial Bonaparte). 1848 wurde er in Paris promoviert mit einer physikalischen Arbeit über Wärmestrahlung und einer Arbeit in Chemie. 1853 wurde er als Nachfolger von Pouillet Professor für Physik an der Faculté des sciences in Paris. 1868 war er einer der Gründer des Physiklabors der École des hautes études pratiques und unterrichtete dort als Direktor. Dieses Labor zur Ausbildung von Physikern wurde zu einem großen Erfolg, unter anderem unterrichtete dort auch Pierre Curie. Zeitweise war er auch Astronom am Pariser Observatorium.
Paul Desains befasste sich insbesondere mit Optik und Thermodynamik, insbesondere mit der Verifikation des Dulong-Petit-Gesetzes, Schmelzenthalpie, Wärmestrahlung und Beobachtungen des Erdmagnetismus. Er zeigte auf, dass die Wärmestrahlung ähnliche Eigenschaften wie die Lichtwelle hat.
Während der Belagerung von Paris im Zuge des Deutsch-Französischen Krieges sorgte er mit Charles d’Almeida für die Aufrechterhaltung telegraphischer Verbindungen im weiteren Stadtgebiet.
1873 wurde er Mitglied der Académie des sciences in Paris.